# Consejo Ejecutivo Federal
El Consejo Ejecutivo Federal (en inglés: Federal Executive Council) es un órgano estatutario creado por el artículo 62 de la Constitución australiana para asesorar al gobernador general de Australia, como jefe de Estado, en los asuntos del gobierno federal. El Consejo está formado, al menos teóricamente, por todos los ministros y viceministros actuales y anteriores de la Mancomunidad. Como el gobernador general está obligado por convención a seguir el consejo del Consejo Ejecutivo en casi todas las ocasiones, el Consejo Ejecutivo tiene poder ejecutivo de iure. En la práctica, este poder se utiliza para promulgar legalmente las decisiones ya tomadas por el Gabinete Federal, debido a que las prácticas del sistema Westminster convierten al gabinete en una autoridad de iure por derecho propio.
Hay algunas leyes que exigen específicamente que las decisiones o acciones sean tomadas por el «gobernador general en Consejo», lo que significa que deben ser efectuadas por el gobernador general en presencia y con la autoridad del Consejo Ejecutivo, y no por un ministro que actúe solo. Los asuntos que normalmente deben ser tratados por el gobernador general en Consejo incluyen:
- la elaboración de reglamentos
- el nombramiento, la renovación y la destitución de los funcionarios del Estado
- el nombramiento de jueces
- determinar el uso adecuado de las tierras de la Corona
- publicar proclamas

El Consejo Ejecutivo Federal australiano es el equivalente a los consejos ejecutivos de otros reinos de la Mancomunidad, y es similar a los consejos privados de Canadá y el Reino Unido (aunque a diferencia del consejo privado del Reino Unido, el líder de la oposición no suele ser miembro).

## Composición
El Consejo Ejecutivo Federal australiano está compuesto formalmente por todos los ministros y viceministros (antes llamados secretarios parlamentarios) actuales y anteriores de la Mancomunidad. A los miembros del Consejo Ejecutivo se les denomina consejeros y tienen derecho al título de «Su Señoría» de por vida. El artículo 64 de la Constitución establece que, cuando se nombra a un ministro, éste pasa a ser también miembro del Consejo Ejecutivo. No está previsto que dicha pertenencia cese, pero en la práctica sólo participan realmente en las actividades del Consejo los ministros del ministerio de turno que son invitados a participar en las reuniones.
El gobernador general preside las reuniones del Consejo Ejecutivo, pero no es miembro del mismo. Se nombra a un miembro del Gabinete para que ocupe el cargo de vicepresidente del Consejo Ejecutivo y actúe como presidente del Consejo Ejecutivo en ausencia del gobernador general, sin sueldo ni asignación adicionales. Sin embargo, el vicepresidente no puede firmar los documentos del Consejo Ejecutivo en nombre del gobernador general.
El gobernador general está facultado para destituir a cualquier miembro del Consejo Ejecutivo, pero esa facultad rara vez se ejerce en la práctica. Podría ejercerse si, hipotéticamente, un ministro o exministro fuera condenado por un delito penal grave. Un caso notable fue el del senador de Queensland Glen Sheil. El gobierno de Malcolm Fraser fue reelegido en las elecciones de 1977, el 10 de diciembre, y el 19 de diciembre anunció públicamente el ministerio que recomendaría al gobernador general, que incluía al senador Sheil como nuevo ministro de Asuntos de los Veteranos. Sheil prestó juramento como consejero Ejecutivo, pero, antes de la juramentación prevista del Departamento, hizo declaraciones públicas sobre el apartheid que discrepaban de la actitud del gobierno al respecto. Fraser aconsejó entonces al gobernador general, Sir Zelman Cowen, que no incluyera a Sheil en el ministerio, consejo que Cowen estaba obligado a seguir por convención. El nombramiento de Sheil como consejero ejecutivo sin cartera finalizó el 22 de diciembre.